# غايتان إنغلبرت
غايتان إنغلبرت مواليد 11 يونيو 1976 في لييج، هو لاعب كرة قدم بلجيكي دولي سابق كان يلعب كلاعب وسط. اعتزل اللعب عام 2013 مع نادي لييج. سبق له أن لعب في كأس العالم لكرة القدم مع منتخب بلاده. بدأ مسيرته الرياضية عام 1996 مع نادي لييج. لعب خلال مسيرته 467 مباراة سجل خلالها 34 هدفاً.

## المسيرة الاحترافية

### أندية لعب لها
- نادي لييج
- نادي سينت ترويدن
- نادي كلوب بروج
- نادي تور
- نادي ميتز

## روابط خارجية
- غايتان إنغلبرت على موقع الاتحاد الدولي (مؤرشف)  (الإنجليزية)
- غايتان إنغلبرت على موقع الاتحاد الأوربي (الإنجليزية)
- غايتان إنغلبرت على موقع الاتحاد البلجيكي (الإنجليزية)
- غايتان إنغلبرت على موقع قاعدة بيانات كرة القدم.إي يو (الإنجليزية)
- غايتان إنغلبرت على موقع ليكيب (الفرنسية)
- غايتان إنغلبرت على موقع ناشيونال فوتبول تيمز (الإنجليزية)
- غايتان إنغلبرت على موقع عالم كرة القدم.نت (الإنجليزية)